# Michel Galabru

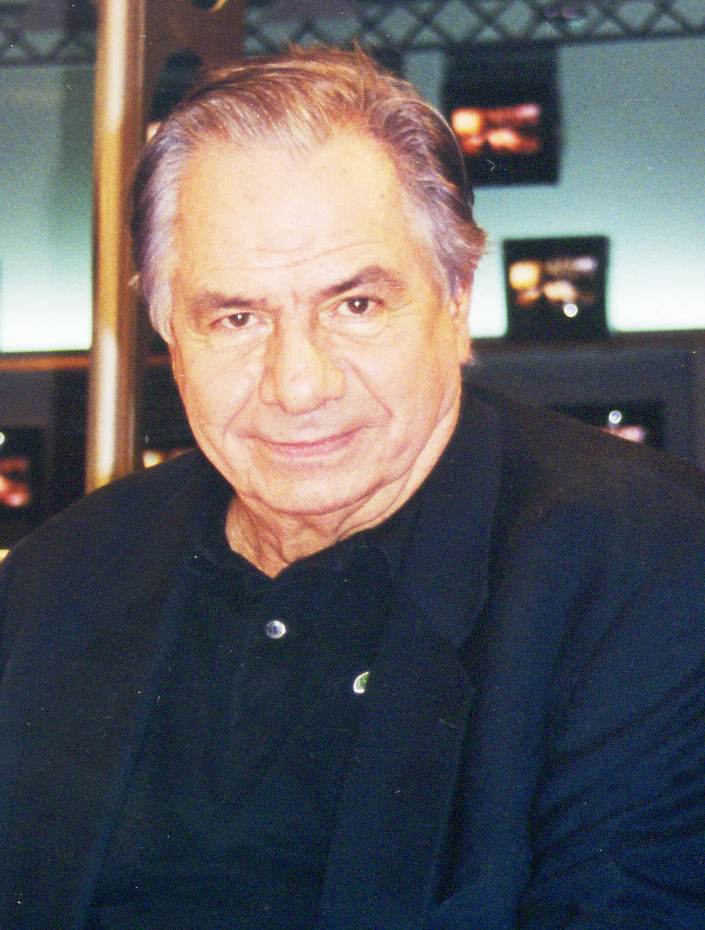
Michel Galabru (1999)

Michel Louis Edmond Galabru (* 27. Oktober 1922 in Safi, Französisch-Marokko; † 4. Januar 2016 in Paris) war ein französischer Schauspieler und Komiker.

## Leben
Michel Galabru ist der Sohn des Ingenieurs Paul Galabru (1892–1988). Sein jüngerer Bruder war der Arzt Marc Galabru (1929–2014).
Er spielte bis in die 1950er-Jahre am Theater, vor allem an der Comédie-Française, wo er in Klassikern wie auch in zeitgenössischen Stücken besetzt wurde. Sein Faible für komische Rollen führte zu Filmangeboten. In Deutschland wurde Galabru vor allem als Jérôme Gerber, Vorgesetzter von Louis de Funès und zugleich dessen Gegenpart, in der sechsteiligen Gendarm-Filmreihe bekannt. In Frankreich gründete sich seine Prominenz auch auf die Gestaltung subtiler Charaktere wie zum Beispiel unter der Regie von Bertrand Tavernier in Der Richter und der Mörder, für den er 1977 den César als bester Hauptdarsteller erhielt. Insgesamt war er in mehr als 300 Filmen zu sehen.
Michel Galabru war verheiratet und hatte drei Söhne. Er starb am 4. Januar 2016 im Alter von 93 Jahren in Paris und wurde auf dem Friedhof Montmartre beigesetzt.

## Filmografie (Auswahl)
- 1949: La bataille du feu
- 1949: Dernière heure, édition spéciale
- 1952: Ma femme, ma vache et moi
- 1958: Komm mit, Kleiner (Suivez-moi, jeune homme)
- 1959: Die Gerechten oder die Ballade von der weißen Weste (Les affreux)
- 1959: Die Katze läßt das Mausen nicht (L’eau à la bouche)
- 1959: Rififi bei den Frauen (Du rififi chez les femmes)
- 1960: Eine Chance für Pierre Bernard (Les mordus)
- 1960: Eines Abends am Strand (Un soir sur la plage)
- 1962: Der junge General (La Fayette)
- 1962: Der Krieg der Knöpfe (La guerre des boutons)
- 1962: Wir fahren nach Deauville (Nous irons à Deauville)
- 1963: Alles in Butter (La cuisine au beurre)
- 1964: Der Gendarm von St. Tropez (Le gendarme de Saint Tropez)
- 1965: Caroline und die Männer über vierzig (Moi et les hommes de 40 ans)
- 1965: Geld oder Leben (La bourse et la vie)
- 1965: Der Gendarm vom Broadway (Le Gendarme à New York)
- 1966: Angélique und der König (Angélique et le roy)
- 1966: Der Herr Generaldirektor (Monsieur le président-directeur général)
- 1968: Balduin, der Heiratsmuffel (Le gendarme se marie)
- 1968: Balduin, der Trockenschwimmer (Le petit baigneur)
- 1969: Die Familienschande (La honte de famille)
- 1970: Balduin, der Schrecken von St. Tropez (Le gendarme en balade)
- 1971: Die Harte mit dem weichen Keks (La Grande maffia)
- 1971: Camouflage – Hasch mich, ich bin der Mörder (Jo)
- 1972: Die Superlady (Elle cause plus, elle flingue)
- 1972: Auch die Engel essen Linsen (La belle affaire)
- 1973: Der Koffer in der Sonne (La valise)
- 1973: Die Gaspards (Les Gaspards)
- 1973: Les joyeux lurons
- 1973: Die tollen Charlots: Wo die grünen Nudeln fliegen (Le grand bazar)
- 1974: Les vacanciers
- 1975: Sondertribunal – Jeder kämpft für sich allein (Section spéciale)
- 1975: Der rote Ibis (L’ibis rouge)
- 1976: Der Pförtner vom Maxim (Le chasseur de chez Maxim’s)
- 1976: Le trouble-fesses
- 1976: Der Richter und der Mörder (Le juge et l’assassin)
- 1977: Gruppenbild mit Dame (Portrait de groupe avec dame)
- 1977: Der Kater läßt das Mausen nicht (Il gatto)
- 1978: Horoskop mit Hindernissen (L’horoscope)
- 1978: Ein Pauker zum Verlieben (Le pion)
- 1978: Anklage: Mord (L’amour en question)
- 1978: Ein Käfig voller Narren (La cage aux folles)
- 1979: Der Windhund (Flic ou vouyou)
- 1979: Louis’ unheimliche Begegnung mit den Außerirdischen (Le gendarme et les extra-terrestres)
- 1979: Wer die Zügel hält (Le mors aux dents)
- 1980: Der Puppenspieler (Le guignolo)
- 1980: Car-napping – bestellt – geklaut – geliefert
- 1980: Glückwunsch … mal wieder sitzengeblieben (Les sous-doués)
- 1980: Ferien für eine Woche (Une semaine de vacances)
- 1980: Noch ein Käfig voller Narren (La cage aux folles II)
- 1980: Louis, der Geizkragen (L’avare)
- 1981: Ist das wirklich Liebe, Liebling? (Est-ce bien raisonable)
- 1981: Die Streiche des Scapin (Les fourberies de Scapin)
- 1981: Le bahut va craquer
- 1981: Wahl der Waffen (La choix des armes)
- 1982: Louis und seine verrückten Politessen (Le gendarme et les gendarmettes)
- 1983: Ein mörderischer Sommer (L’été meurtrier)
- 1983: Papy fait de la Résistance
- 1984: Geschichte eines Lächelns (Notre histoire)
- 1985: Ein Käfig voller Narren – Jetzt wird geheiratet (La cage aux folles III: 'Elles' se marient)
- 1985: Subway
- 1986: Ich hasse Schauspieler! (Je hais les acteurs)
- 1987: Schütze deine Rechte (Soigne ta droite)
- 1988: Die französische Revolution: Jahre der Hoffnung (La révolution française: Les années lumière)
- 1990: Uranus
- 1992: Stille Wasser (Les eaux dormantes)
- 1992: Belle Epoque
- 1995: Ein Hof in der Provence (Le mas theotime)
- 1995: Ein Regenbogen für Rimbaud (Rainbow pour Rimbaud)
- 1996: Mein Mann – Für deine Liebe mach’ ich alles (Mon homme)
- 1998: Asterix und Obelix gegen Caesar (Asterix et Obelix contre César)
- 1998: Abseits (Hors jeu)
- 1998: Que la lumière soit!
- 1999: Das Wesen der Schönheit (Les infortunes de la beauté)
- 2003: Les clefs de bagnole
- 2006: Henry Dunant: Rot auf dem Kreuz (Henri Dunant: Du rouge sur la croix)
- 2008: Willkommen bei den Sch’tis (Bienvenue chez les Ch’tis)
- 2009: Zu zweit ist es leichter (À deux c’est plus facile) (Fernsehfilm)
- 2009: Der kleine Nick (Le petit Nicolas)
- 2010: Ein starkes Gift (Un poison violent)
- 2012: Profiling Paris (Profilage, Fernsehserie, 1 Folge)
- 2013: Eine ganz ruhige Kugel (Les invincibles)
- 2014: C’est le ciel qui vous envoie!
- 2015: Nos chers voisins (Fernsehminiserie)
- 2016: Eine Nacht in Paris (Ouvert la nuit)

## Auszeichnungen
Galabru gewann 1977 einen César in der Kategorie Bester Hauptdarsteller für seine Darstellung in dem Film Der Richter und der Mörder. Zudem war er zweimal für einen César als bester Nebendarsteller nominiert, 1986 für Subway und 1991 für Uranus.